# Sámánizmus
A sámánizmus, régiesen sámánhit olyan  hiedelmek gyűjtőneve, melyek bizonyos vitatott jelentőségű közös vonásokat mutatnak. Ezek a közös elemek a – többféle értelemben is vehető – közvetítő szerepű sámánok jelenlétén alapulnak, a segítő szellemekkel való rendelkezés, a felső (égi) és alsó (démon-) világba való utazás képessége. Központi alakja a manával rendelkező sámán, aki a közösség és a túlvilág között kapcsolatot tud teremteni, máskor viszont az inkább csak eksztatikus túlvilági közvetítő.
A sámánizmusnak nincs egységes ideológiája, különböző mitológiákkal rendelkező népeknél fordul elő, nincs dogmatikája és teológiája sem. Nem annyira vallás, hanem inkább valamiféle mágikus világképhez kapcsolt vallásos gyakorlat, amely a múlt és a jelen különböző vallásain belül megtalálható.  A név gyűjtőfogalmát egyesek vitatják, mások óvatosságra intenek és a helyi jellegzetességek fontosságára hívják föl a figyelmet. Hoppál Mihály szerint a sámánizmus olyan hiedelemrendszer, amely magában foglalja a tudást az istenekről, a hitet az istenekben és a samanikus panteon segítő szellemeiben bizonyos szövegek emlékét, a tevékenység szabályait és a tárgyakat, eszközöket, kellékeket, amelyeket a sámán használ.
Klasszikusan számos szibériai nép hiedelemvilágát nevezték sámánizmusnak, de más kultúrákban is lehetnek olyan szerepet betöltő személyek, akiket a szakirodalom sámánnak nevezhet. A sámánizmus előfordul az őstörténeti vallásokban és a jelenkori Afrika, Ázsia, Óceánia törzsi vallásaiban, Amerika hagyományos vallású indiánjainál és az arktiszi hagyományos vallásokban. A ma még 10 milliót meghaladó sámánista zöme Koreában él, többi elsősorban Mongóliában és Oroszországban (Szibériában). Eleven még a lámaista Tibet tantrikus buddhizmusában is. A boszorkányság szintén egy sámánisztikus rendszer.

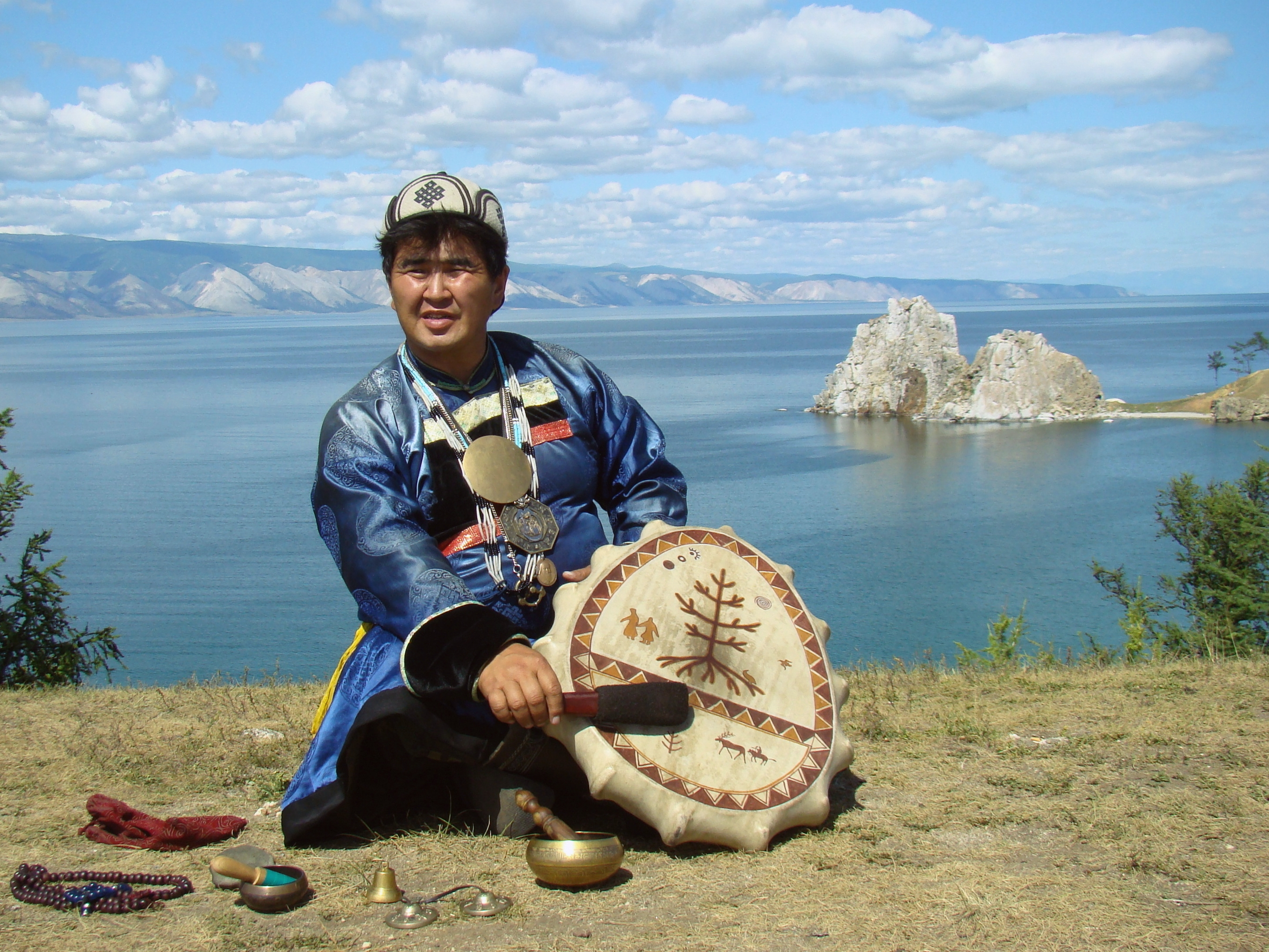
Az Olhon-sziget sámánja Valentin Haggyajev, a sámándobjával, Bajkál-tó (2009)

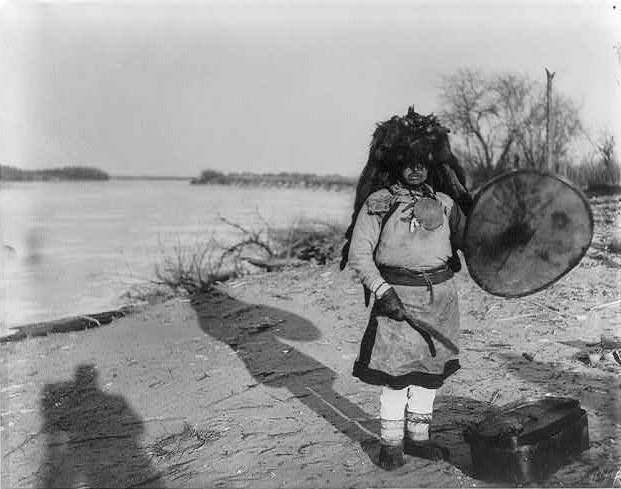
Sámán, kellékeivel

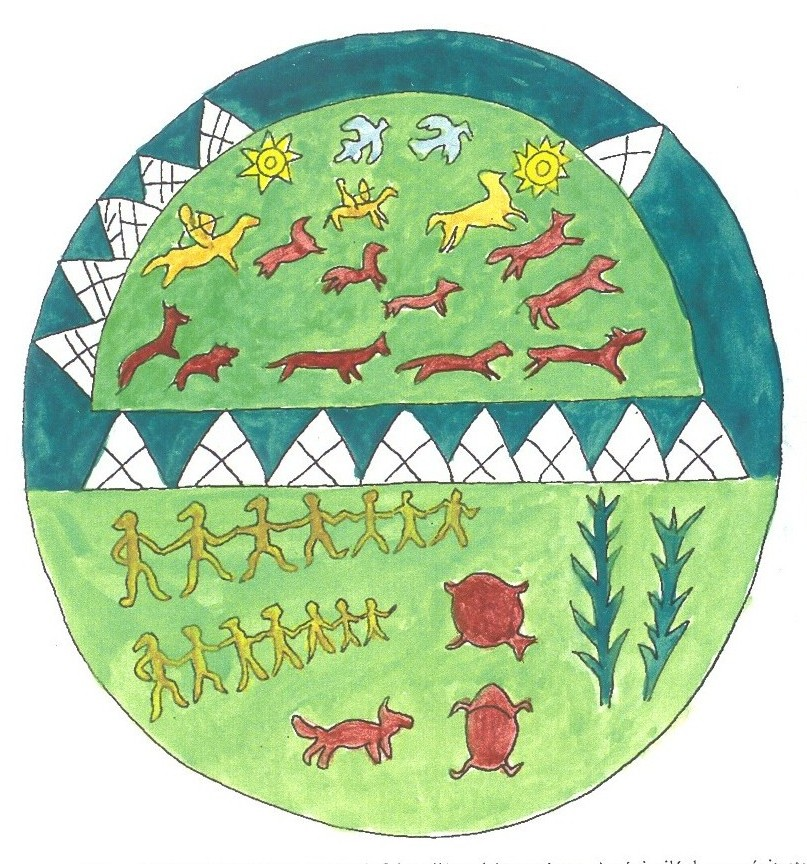
Szibériai sámándob rajza egyéni kifestéssel a Szibériai művészetek c. kifestőfüzetből

## Fő jellemzők
Alapfilozófiája, hogy a létezésben minden él, minden egy és minden kommunikál mindennel információt cserél. Négy alapeleme a tűz, a víz, a levegő és a föld. Írott dogmája nincsen, létezése az igazságon és racionalitáson alapul. A sámánizmus szerint a létezésben minden egy egységet képez, ez az Isteni elv. Egy vagyok éggel és földdel benne és rajta minden létezővel. A földi élet csak egy tanulási folyamat a lélek számára, ami szabad akaratú örök szellem. A földi lét célja a megtapasztalás amit szellemként nem tudunk megélni. Ilyenek például az ízek, az illatok, a színek, az érzelmi állapotok megélése és megértése. Életünk során megtapasztalhatjuk a szélsőségeket és szabad akaratunkkal választhatunk, így megtalálva a helyes utat, és megtudjuk, hol az igazság. [forrás?]
A sámán funkciói változatos megoszlást mutathatnak kultúránként. Általában igen sokfélék, egyes kultúrákban többfajta sámán is van.
Ez az összetett rendszer, az esetleg látszólag egymással összefüggésben nem álló funkciók (például lélekvezető, gyógyító, a vadászat sikerét és a jó időjárást biztosító szerep) közti kapcsolat érthetőbbé válik (legalábbis egyes kultúrák esetén), ha például a szóban forgó kultúra lélekfogalmát megértjük, esetleg hasonló alapvető hiedelmeket: a test és lélek kapcsolata, esetleg többféle lélek föltételezése, ezek szereposztása, esetleg egymásba átalakulása, a szellemekhez fűződő elképzelésekkel való kapcsolat. Lásd még egyes kultúrák kettős lélek képzetét.

### A dobok
A sámánizmus központi eleme a ritmikus dobok hangjára történő ún. "belső lelki utazás". A dobot gyakran a sámánok lovának is nevezik.

## Története
A kutatók általában az újkőkorszaktól vagy a bronzkortól tekintik valószínűnek a meglétét.
Amikor André Thévet francia katolikus pap 1557-ben Brazíliában járt, a sámánokat az „ördög papjainak” titulálta. Rossz néven vette, hogy ezek az emberek a szerinte tiltott tudásnak számító ismereteket fürkészik.
A 17. században az oroszok megkezdték Szibéria gyarmatosítását és ők is olyan személyekre bukkantak, akik saját állításuk szerint a szellemekkel kommunikálnak. Ezen túl a sámánok azt állították, hogy gyógyítani tudnak, befolyásolni tudják a helyi időjárást vagy a vadászat sikerét és a jövőbe is képesek belelátni.
A 18. században, a felvilágosodás kori Európában úgy vélték, hogy a sámánszínjátékoknak az igazi tudáshoz kevés közük van.
A legtöbb ősi kultúrában létezik egy sámáni tradíció, amely abból az időből származik, amikor az emberek közelebb érezték magukat a szellemi világhoz és annak lakóihoz. Sok helyen már a 19. században hanyatlóban volt, de fellelhető még Ausztrália őslakosainak kultúráiban, Dél-Amerika, Mexikó, Szibéria népeinél, Észak-Amerika indián kultúráiban. A 20. században számos olyan vadász-gyűjtögető népnél is lényegében megszűnt, amelyeknél még a modern időkben is létezett valamilyen formában. Eszkimó példák: már a 20. sz. végén is legfeljebb nem gyakorló sámánok éltek csak, és már a nagy néprajzkutatók idejében is pusztulófélben volt a samanizmus, például a sarki eszkimóknál a 19. sz. végén halt meg az utolsó olyan sámán, aki asztrálisan tudott az égbe vagy a tenger mélyére utazni (lélekutazás) – és sok más korábbi sámánképesség is eltűnt ekkor már.
A nyugati világban léteznek ma is – és divatossá váltak a – neosámán dobkörök, a hangsúly viszont már az együttzenéléses meditatív állapot elérésére tevődik, ahol a szellemek meghívását csak szimbolikus tiszteletadásként lehet érteni.

## Változatok
Két fő fajtája az ártó szellemekkel való kapcsolat alapján :
- küzdő sámánizmus
- engesztelő sámánizmus.

A szibériai, eurázsiai és észak-európai sámánizmusok alapvonása a küzdő sámánizmus: a sámán nem alkudozik az ártó szellemmel, hanem megmérkőzik vele.
Az engesztelő sámánizmusokban az ártó szellemekkel, ha azok erősek, nem veszi föl a sámán a harcot, hanem a rossz szellem által gyötört személyt megváltja, azáltal, hogy a szellemnek más individuumot bocsát rendelkezésére. A dél-amerikai sámánizmusokban ez gyakran tengerimalac, az afrikaiban baromfi. Ha a sámán elég erős, át is parancsolhatja a rossz szellemet állatba. A sámánok szerint ilyen jelenettel találkozunk az Újszövetségben is, midőn Jézus a démonok által megszállott emberből a disznófalkába parancsolja át őket.

### Korea
A koreai sámán általában nő, és közvetítőként funkcionál a szellemek vagy az istenek, valamint az emberek között.

### Magyarság
A magyar nép hiedelemvilága hajdan valószínűleg samanisztikus jellegű volt. Ezt őrzik például egyes népszokások, mesék, mondókák sajátos vonásai, és a táltos alakja köré szerveződő hiedelemrendszer is. A sámán mágikus dobjának alakja is megőrződött: van rá közvetlen utalás is, vagy disznóbőrrosta, szita alakjában őrizték meg népszokások, hiedelmek. Más jellegzetesen samanisztikus motívumok is föltárhatók (betegség, feldaraboltatás-élmény, sámánok egymással való küzdelme, megnövekedett képességekkel való fölépülés, sámánfa). A környező Kárpát-medencei népek folklórjával való egybevetés feltárja, hogy a szóban forgó mesék, hiedelmek, szokások egyes vonásai magyar etnikus jellegzetességek, nem pedig európai átvételek, ugyanakkor megfelelőik föllelhetőek nyelvrokonaink múltjában és egyes szibériai népek egykori vagy máig fennmaradt samanisztikus gyakorlatában.

### Más uráli nyelvű népek
Az uráli nyelvcsaládhoz tartozó nyelveket beszélő népek („uráli népek”) közül a magyarokon kívül számos nép kultúrájának voltak samanisztikus vonásai. Még a 20. században is létezett a szamojéd népek samanizmusa (különösen a sokáig elszigetelt nganaszanoknál). A lappok samanizmusa a kora modern kori hittérítés és a szintén ekkor jelentkező gazdasági változások következtében fokozatosan megszűnt, írásos emlékek azonban vannak. Az obi-ugor népeknél is a szibériai samanizmus klasszikus példáit lehetett gyűjteni még a 19. században is. A többi uráli nép esetében a samanizmusnak csak emlékei mutathatók ki, nem úgy, mint Szibéria keletebbi részein található tunguzoknál, jakutoknál, evenkiknél, eveneknél, kamcsadáloknál, burjátoknál, csukcsoknál és még fellelhető a ma már nagyon megcsappant számban élő jukagiroknál is. A Bajkál-tó szinte minden népnél jelentős szerepet tölt be, mint Szent tenger. Egyes rajzok és mondák hasonlósága alapján kapcsolatot lehet vonni az ősmagyarok és e messzi vidéken élő népek, pl. burjátok és jakutok között.

#### Lappok (számik)

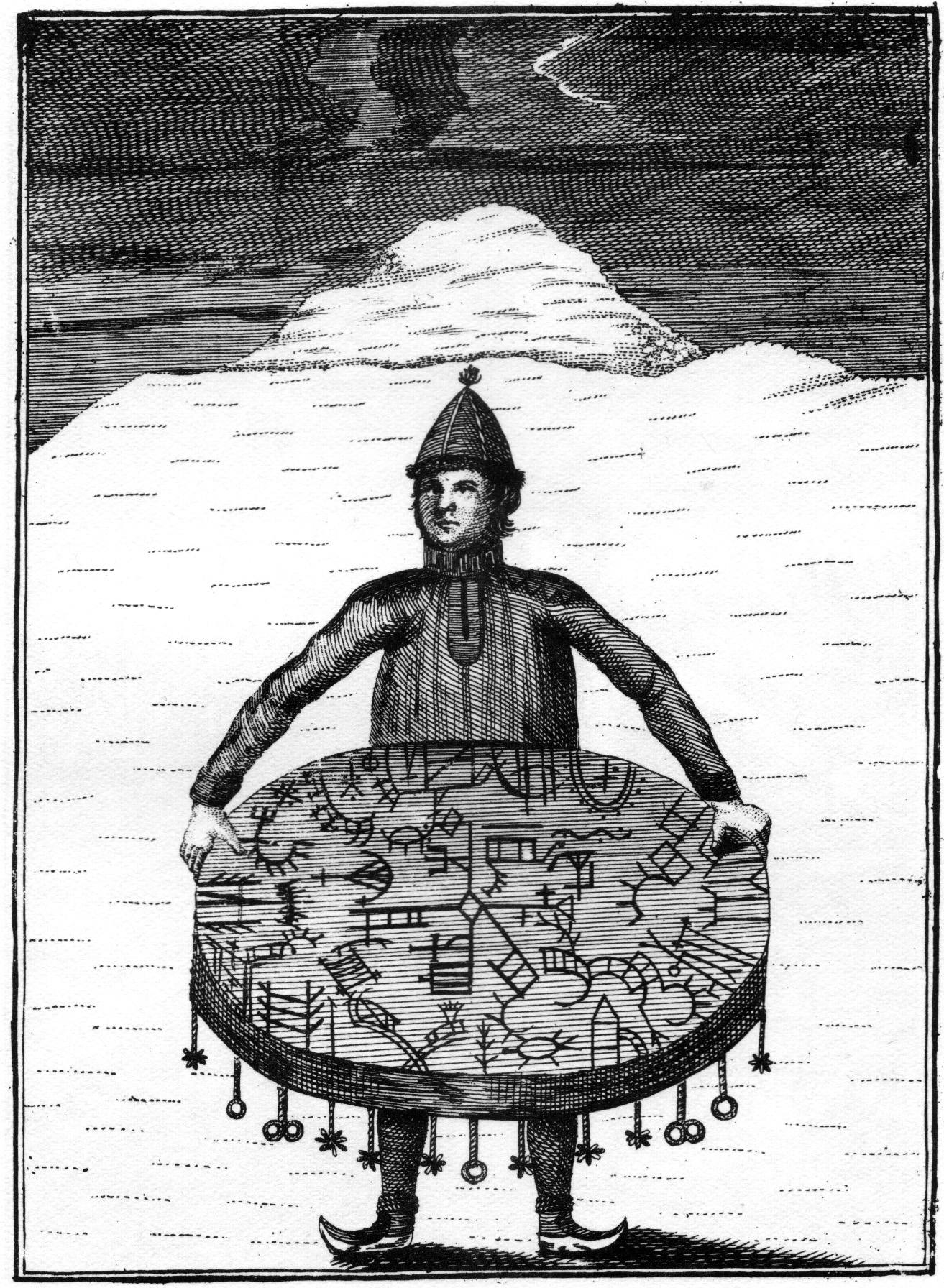
Lapp sámán, dobjával

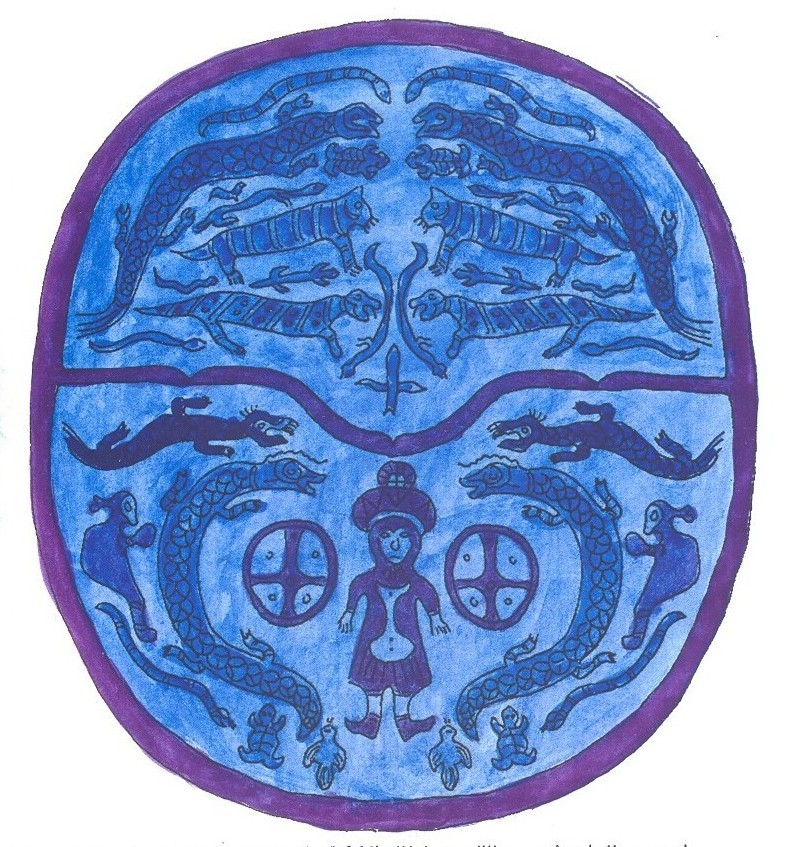
Álltafigurákkal díszített sámándob festett rajza a Szibériai művészetek c. kifestőfüzetből

Utazók feljegyzésein túl a lapp folklór régebbi rétegéhez tartozó mesék is megőrizték a noajde alakját, és a varázsdob használatára is történik utalás. A noajde képes természetfölötti cselekedeteket végrehajtani (például két sziget fölcserélése), vagy a vadászott állatok bőségét megvédeni ellenséges varázslókkal szemben. Sok más samanisztikus kultúrában meglévő motívum, hogy a sámánok közvetlenül is megküzdhetnek egymással, ez a lappoknál is dokumentálható: XVIII. századi feljegyzés is beszámol e hiedelemről, és mesék is megőrizték noajdék egymással vívott párharcának motívumát. A sámán dobját használva, énekelve jutott révületbe, és míg teste mozdulatlan feküdt, a hiedelem szerint távoli világba tett utazást. Segítője gondoskodott az utazás vagy a hazatérés biztonságáról.

#### Szamojéd népek
Az uráli nyelvcsalád szamojéd ágához tartozó eredeti nyelvüket mindmáig megőrzött népek (nyenyec, enyec, nganaszan, szölkup) klasszikus példákkal szolgálnak.
Ezen kívül egyes, azóta eltörökösödött, de valószínűleg szamojéd eredetű népeknél is élő jelenség volt a samanizmus még a XX. század első felében.

##### Nganaszanok
A nganaszanoknak még a 20. században is élő sámánhagyományuk volt (földrajzi elszigeteltségüknek köszönhetően), az utolsó jelentős nganaszan sámán tevékenységét film örökíthette meg az 1970-es években.

##### Szajáni szamojédok
A déli szamojéd nyelvek közül csak a szölkupot beszélik ma. Ezzel szemben a Szaján hegységben élő déli szamojéd népek többségénél még a XIX. század elején–közepén fejeződött be a nyelvcsere: ma zömükben a környező török népek nyelveit beszélik (a kamassz nyelv nemrég halt ki, már 1914-ben is csak 8 idős ember beszélte, a XX. sz. végén csak a nyelvet aktívan régóta nem használt idős emberek éltek, megbízható nyelvi adatok gyűjtése már nem volt lehetséges). Maga a samanizmus jelensége tovább maradt meg (amennyiben a karagaszokat és a szojotokat szamojéd eredetűeknek tekintjük, bár e nézeteket mások finomították, például a karagaszok eredetének kérdése összetettebb is lehet, a beolvadó szamojéd csoportoknál meghatározóbbnak feltéve a ket eredetet): Diószegi Vilmosnak a késő 1950-es években még sikerült nemcsak a folklór samanisztikus emlékeit gyűjtenie, hanem még élő (de nem feltétlenül gyakorló) sámánokkal is beszélnie. Érdekes kérdés viszont, hogy e samanizmusuk mennyire őrzött meg esetleg etnikus, csak rájuk jellemző (vagy más szamojéd népekkel közös), a környező török népektől eltérő vonásokat? Az egyébként burját és abakáni-török hatást mutató karagasz samanizmusban, és a szojotok hegyi, rénszarvastartó életmódot folytató csoportjainak samanizmusában megfigyelhetők etnikus vonások is (a két nép sámándobját jellemző két-keresztfás szerkezet nem figyelhető meg a környező török népeknél), sőt találhatók olyan vonások is, amelyek esetleg a szamojéd múltból erednek, a ma is szamojéd nyelveket beszélő népek samanizmusával közösek: ilyen az emberi testrészek (például csontok) ábrázolása a sámán csizmáján, fejviseletén, köntösén, a karagasz Kokujev sámán öltözék-avató éneke is „hét csigolyás … kám-köntösöm” kifejezést említ. A karagasz sámánköntös csontvázszerű rátét díszítését Hoppál mint a sámáni újjászületés képességének jelképét értelmezte, hasonló megjegyzés vonatkozik a (nem szamojéd, hanem besorolatlan, „paleoszibériai”) ket nép sámánruhájának csontvázszerű vasdíszítésére. (A karagaszok legalábbis részbeni ket eredetének elméletét már említettük.)

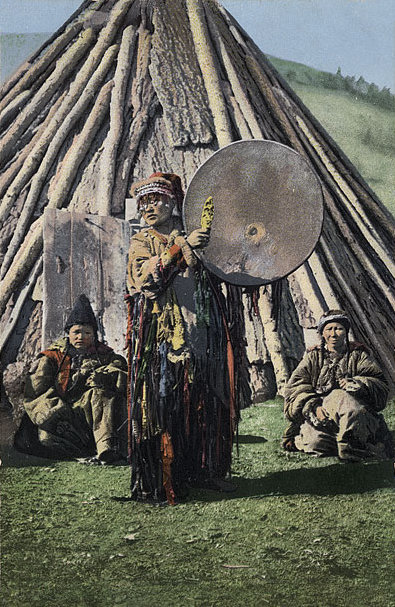
Hakasz vagy altaj kizsi sámánnő képe egy kora 20. századi orosz képeslapról.

### Eszkimó samanizmus
Említést érdemel a 20. században is létezett (bár gyorsan pusztuló) eszkimó samanizmus gazdag anyaga.